# Neutrosphäre
Die Neutrosphäre ist jener Teil der Atmosphäre eines Himmelskörpers, in dem sich überwiegend neutrale, also nicht-ionisierte Gase befinden. Die Neutrosphäre der Erdatmosphäre reicht vom Erdboden bis in eine Höhe von ca. 80 km zum Beginn der Ionosphäre, ab wo die Gase aufgrund der solaren Strahlung ionisiert werden. Im Hinblick auf die Gliederung der Atmosphäre nach ihrem Temperaturverlauf umfasst sie die Troposphäre, die Stratosphäre und die Mesosphäre.